# Emmanuel Villaume
Emmanuel Villaume (* 1964 ve Štrasburku) je francouzský dirigent. Byl šéfdirigentem mnoha významných světových orchestrů, od září 2015 je šéfdirigentem Prague Philharmonia (původně PKF - Pražská komorní filharmonie).

## Umělecká činnost
V listopadu 2014 byl jmenován šéfdirigentem PKF – Prague Philharmonia. od dubna 2013 umělecký ředitel Dallaské opery a od září 2015 je šéfdirigentem PKF - Prague Philharmonia . V letech 2000 až 2010 byl uměleckým šéfem Spoleto Festival USA v Charlestonu, v letech 2008 až 2013 řídil Slovinský národní orchestr a Slovenskou filharmonii v Bratislavě v letech 2009 až 2016.
Villaume je držitelem čestného doktorát Indianapoliské univerzity.

## Nahrávky
- 1997: Jacques Offenbach: La Grande-Duchesse de Gerolstein (Dynamic CD)
- 1999: Il Teatro Immaginario di Berlioz (Mondo Musica CD)
- 2005: Massenet: Le Cid (Plácido Domingo, House of Opera DVD)
- 2006: Massenet: Chérubin (Dynamic CD)
- 2007: Massenet: Chérubin (Dynamic DVD)
- 2008: Nathalie Manfrino: French Heroines (Decca Records CD)
- 2008: Meyerbeer: Il crociato in Egitto (Dynamic DVD)
- 2008: Anna Netrebko: Souvenirs (Deutsche Grammophon CD)
- 2009: Duets: Anna Netrebko a Rolando Villazón (Deutsche Grammophon CD)
- 2009: Puccini: La rondine (Decca Records DVD)
- 2010: Meyerbeer: Il crociato in Egitto (Naxos (label) CD)
- 2011: Mahler: Symfonie č. 9 D dur (Slovenska filharmonija CD)
- 2011: Gian Carlo Menotti: Goya (Arthaus Musik DVD)
- 2011: Emmanuel: Ouverture pour un conte gai / Symphony 1 & 2 / Suite française (Timpani CD)
- 2014: Ravel: Daphnis et Chloé (NYOC CD)
- 2015: Bryan Hymel: Heroique (Warner Classics CD)
- 2015: Čajkovskij: Jolanta (Anna Netrebko, Deutsche Grammophon CD)
- 2017: Saint-Saëns, Ravel, Gershwin: Piano Concertos (Andrew von Oeyen, Warner Classics CD)
- 2017: Mark Adamo: Becoming Santa Claus (Dallas Opera DVD)
- 2017: Meyerbeer, Diana Damrauová: Grand Opera (Warner Classics CD)
- 2017: Angela Gheorghiu, Eternamente (Erato, Warner Classics CD)